# Cerkiew św. Jana Teologa w Iławie
Cerkiew św. Jana Apostoła w Iławie – cerkiew greckokatolicka (dawny budynek gazowni miejskiej) z 1899 roku znajdująca się przy ul. Jagiellończyka w Iławie, przy byłej bazie Zakładu Komunikacji Miejskiej. 
W dniu 2 listopada 1993 r. budynek został wpisany do rejestru zabytków nieruchomych woj. warmińsko-mazurskiego (nr rej.: 4299).

## Historia
Powstanie budynku należy wiązać z rokiem 1899, kiedy to powstał cały zespół gazowni. Nieco później, bo w roku 1910, podjęto działania w celu jej rozbudowy, w ramach których powiększono budynek, by jednocześnie zwiększyć powierzchnię użytkową. W 1987 r. został nieco przebudowany i zmienił swoją funkcję na garaż i warsztat. Dodatkowo założono strop oraz wykonano szerokie bramy wjazdowe do wnętrza budynku, który pełnił rolę zajezdni autobusowej do 1992 roku. Według postulatów konserwatorskich budynek powinien być zaadaptowany na funkcje sakralne, co też się stało i na dzień wykonania karty ewidencyjnej budynku gazowni, użytkownikiem była parafia greckokatolicka.

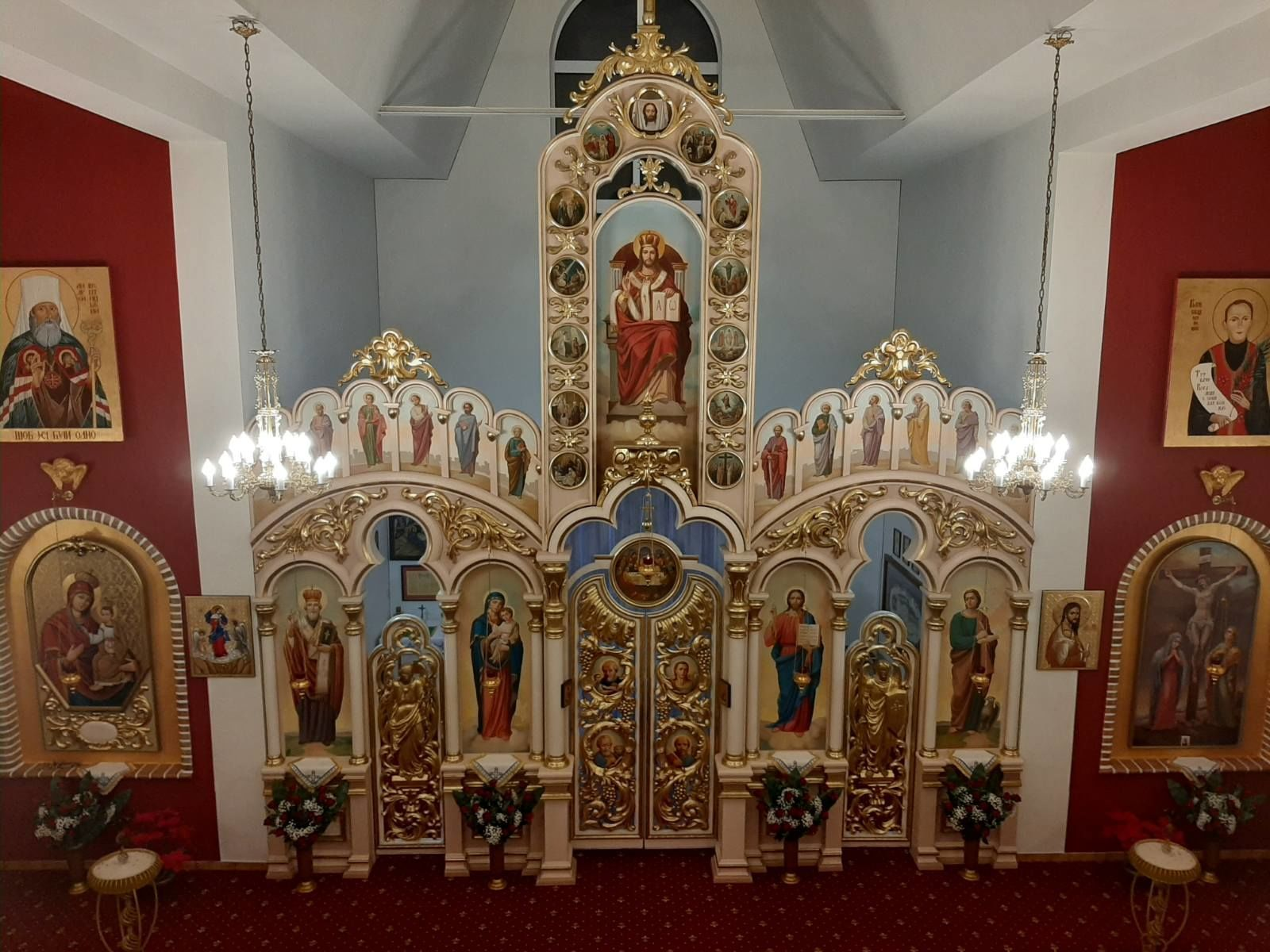
Ikonostas w Iławie